# 20-هيدروكسي إكديسون
20-هيدروكسي إكديسون (بالإنجليزية:20-Hydroxyecdysone) (ecdysterone أو 20E) هو هرمون اكديسترويد موجود بشكل طبيعي والذي يتحكم في انحلال الجلد (انسلاخ) وتحول مفصليات الأرجل. لذلك فهو أحد أكثر هرمونات الانسلاخ شيوعًا في الحشرات ، وسرطان البحر ، وما إلى ذلك ، وفيتواكديسترويد هي أيضًا مادة مضادة للحشرات تنتجها نباتات مختلفة ، بما في ذلك Cyanotis vaga والعجوقة التركستانية وRhaponticum carthamoides حيث يُفترض أن الغرض منه هو تعطيل تطور وتكاثر الآفات الحشرية .
في المفصليات ، يعمل 20-هيدروكسي إكديسون من خلال مستقبلات إكإكديسون. على الرغم من أن الثدييات تفتقر إلى هذا المستقبل ، فإن 20-هيدروكسي دايسون قد يؤثر على الثدييات (بما في ذلك الإنسان) النظم البيولوجية في المختبر ، ولكن هناك عدم يقين ما إذا كان هناك أي آثار في الجسم الحي أو فيزيولوجية. 20-هيدروكسي إكديسون هو أحد مكونات بعض المكملات الغذائية التي تهدف إلى تحسين الأداء البدني. في البشر ، من المفترض أن يرتبط بجين ترميز بروتين مستقبلات هرمون الاستروجين بيتا (ERβ).